# Александровка (Томаковский район)
Алекса́ндровка (укр. Олександрівка) — село,
Томаковский поселковый совет,
Томаковский район,
Днепропетровская область,
Украина.
Код КОАТУУ — 1225455102. Население по переписи 2001 года составляло 27 человек .

## Географическое положение
Село Александровка находится на расстоянии в 2,5 км от села Зелёный Клин и в 7,5 км от пгт Томаковка.
По селу протекает пересыхающий ручей.
Рядом проходит автомобильная дорога Т-0809.